# Thembi Kgatlana
Thembi Kgatlana, född den 2 maj 1996, är en sydafrikansk fotbollsspelare (anfallare) som spelar för Beijing BG Phoenix FC och det sydafrikanska landslaget. Hon har tidigare spelat för den amerikanska klubben Houston Dash.
Kgatlana var uttagen till truppen som representerade Sydafrika i VM i Frankrike år 2019. Hon blev historisk som landets första målskytt i ett världsmästerskap genom tiderna när hon satte 1-0 målet i 1-3-förlusten mot Spanien.